# Czułe dranie
Czułe dranie – satyryczny program rozrywkowy emitowany w TV4 od kwietnia do września 2007 roku. Program charakteryzował specyficzny humor i niestereotypowo prowadzone rozmowy z ludźmi kultury, polityki i show businessu. Dwie serie Czułych drani (38 odcinków) prowadzili Paweł Loroch i Ula Kaczyńska oraz Przemysław Frankowski i Witold Odrobina. Wśród gości pojawili się Maciej Maleńczuk, Jerzy Urban, Kazimiera Szczuka, Paweł Stasiak, Hanna i Antoni Gucwińscy, Iwan Komarenko, Alicja Resich-Modlińska, Edyta Jungowska, Michał Koterski, Maciej Kuroń, Borys Szyc, Jacek Kurski, Leszek Miller, Janusz Korwin-Mikke, Krzysztof Bosak, Włodzimierz i Maciej Zientarscy, Agnieszka Fitkau-Perepeczko.
Jego kontynuacją był program Nieczułe dranie.